# Bohemio (indumentaria)

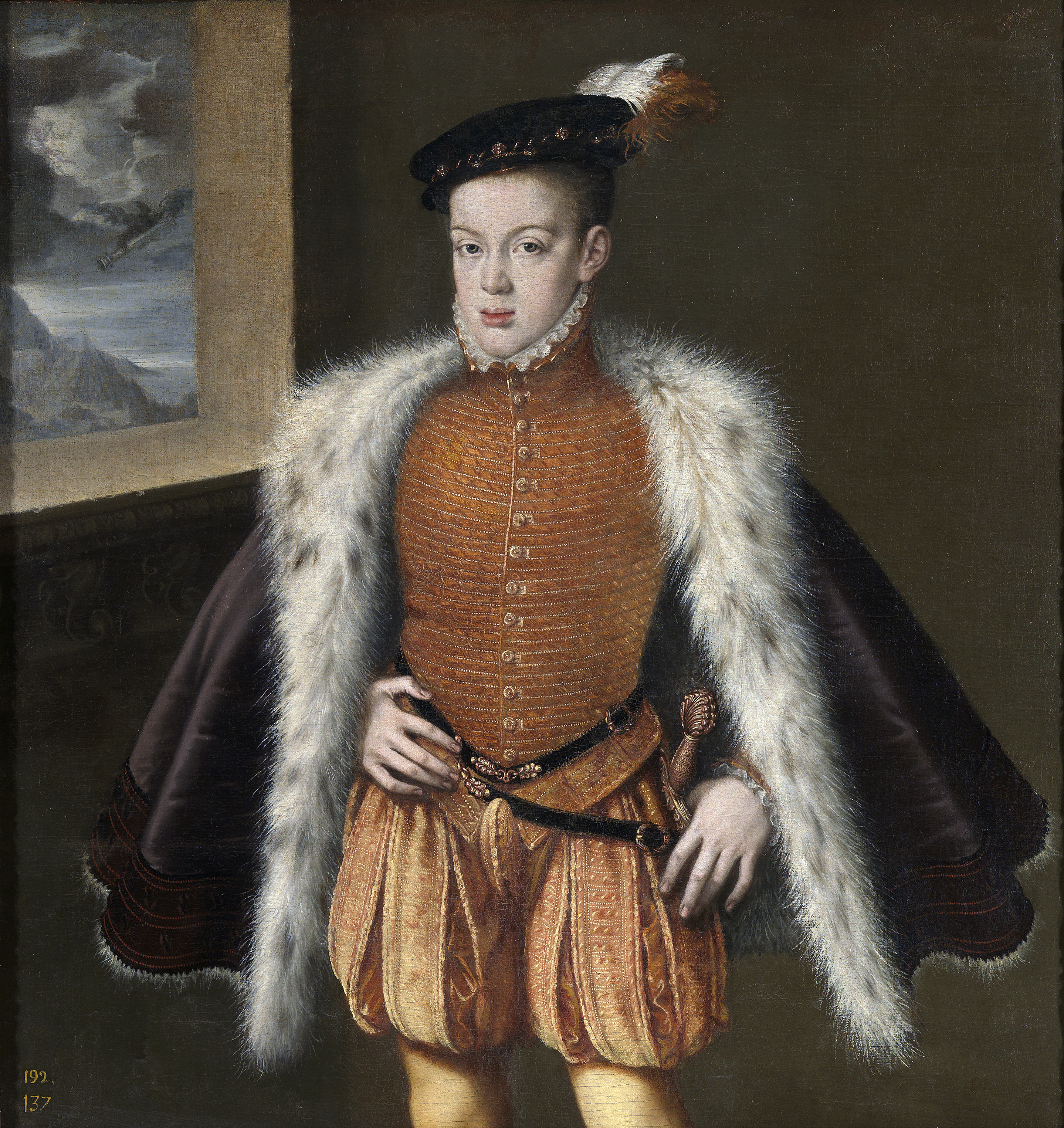
Retrato del príncipe don Carlos de Austria, hacia 1555-1559. Usa bohemio con vueltas de marta

Un bohemio era una prenda de vestir utilizada en los siglos XVI y XVII, originario de Bohemia, introducido en España por la dinastía de los Austrias. Era un sobretodo de lujo tipo capa con solapas anchas; en los costados tenía sendas aberturas por donde se podían sacar los brazos si se quería. Estas aberturas tenían en la época su propio nombre: «envergaduras, golpes o maneras». Muchos bohemios se adornaban con pasamanería o con hileras de botones. Los aforros (o forros) podían ser de distintos tejidos según la pieza fuese más o menos lujosa pero siempre era necesario que fueran de calidad pues se dejaban ver en las vueltas de las solapas y delanteros. Había forros de pieles, de felpa, de tela que tenía que ser gruesa y de otros tejidos de calidad. Esta prenda estuvo legislada en tiempos de Carlos I cuando dictó unas leyes referentes a la reforma suntuaria. Una de las cláusulas era que se prohibía hacer uso de la prenda a los pajes. El rey Felipe IV ratificó este mandato y lo extendió a los lacayos y otros criados.

## Inventario
Se conoce el uso y la forma del bohemio gracias a las descripciones de los escritores y al testimonio de los pintores. Sin olvidar la gran fuente de información que se consigue en los inventarios de los archivos tanto privados como oficiales. Se encuentran inventarios en las Cédulas Reales, Ordenanzas, Mayorazgos, Capitulaciones matrimoniales, Tasaciones, además de lo encontrado en la CODOIN (Colección de Documentos Inéditos para la Historia de España). Sin olvidar el AHN (Archivo Histórico Nacional) que es una fuente de gran riqueza.

Uso del bohemio
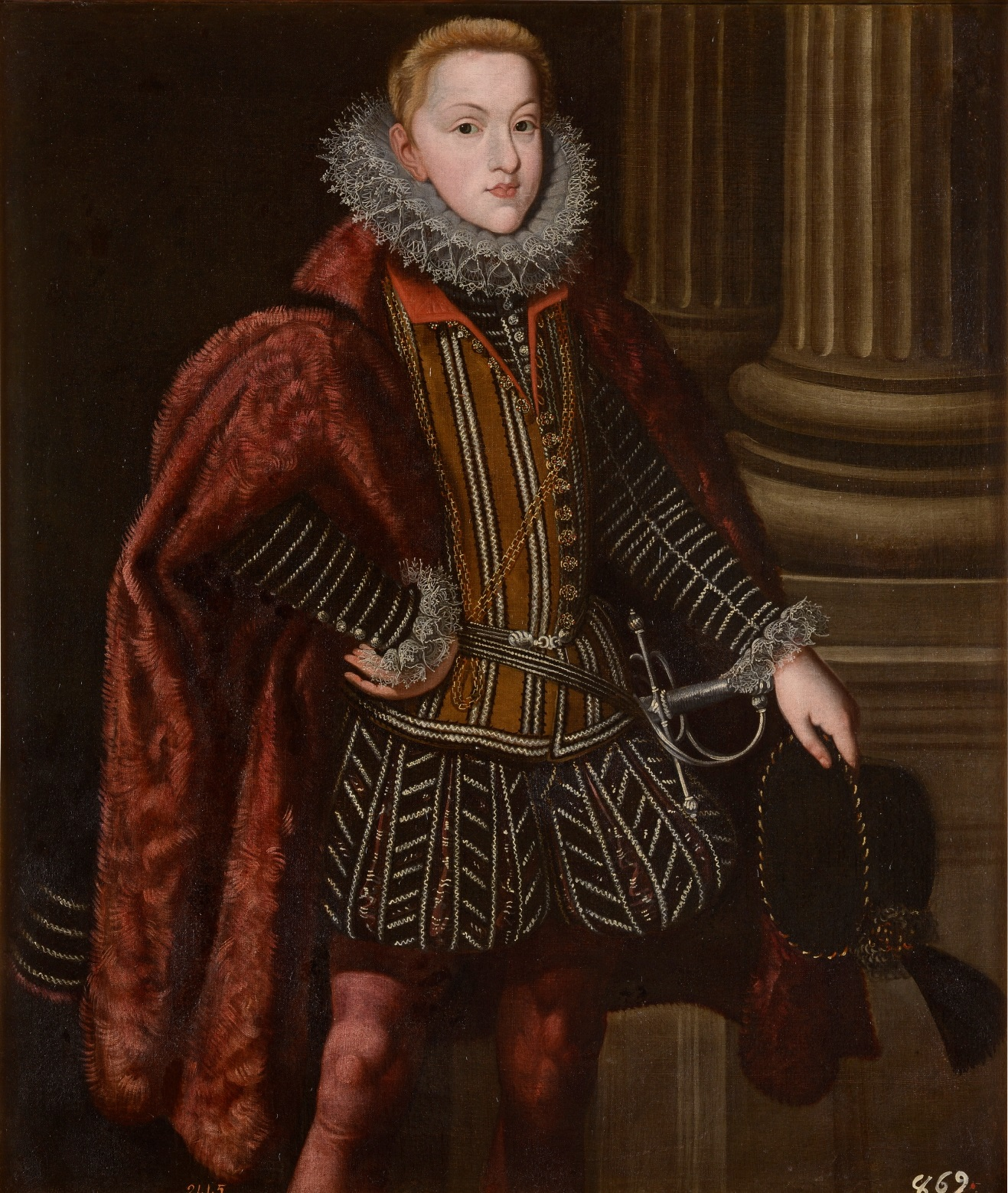
El archiduque Leopoldo, cuñado de Felipe III, entre 1608 y 1617. Bohemio con maneras por donde saca los brazos
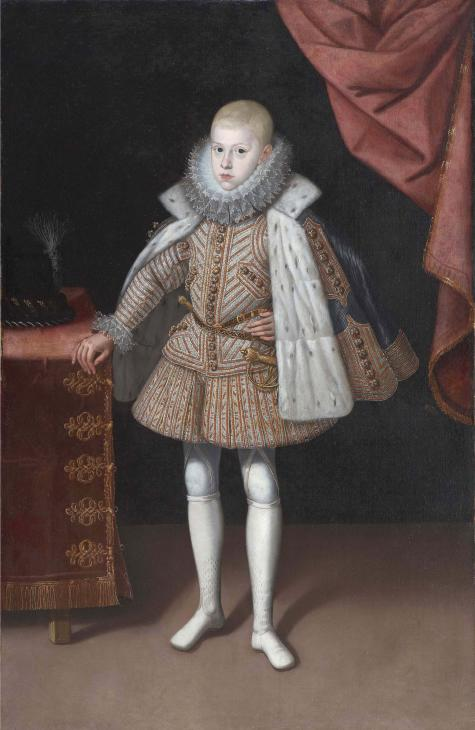
Infante don Fernando de Austria, hacia 1618